# Marc Exavier
Marc Kinley Exavier, né Saint-Louis du Nord dans le département du Nord- ouest, en 1962 en Haiti, est poète, littéraire, nouvelliste, journaliste culturel et professeur d'université et écrivain haïtien. 

## Biographie
Né à Saint-Louis du Nord dans le département du Nord- ouest, en 1962, Marc Kinley Exavier a entamé des études en Médecine et de linguistique.

### Parcours académiques
Il arrive à Port-au-Prince en 1974 pour ses études secondaires. Après avoir obtenu son baccalauréat, il commence des études en médecine et en linguistique. Par la suite, il a vitement laissé tomber ses études. Il a animé des émissions consacrées aux livres et à la lecture, entre autres Lecture et Compagnie, C’est dimanche, on débranche, à la radio en Haiti pour insufler le goût de le lecture chez les jeunes. Fondateur du club Apolect (Actions pour la lecture). L'instigateur de la foire Verrettes à la découverte du livre dans le département de l’Artibonite pour se consacrer à la littérature, c'est alors qu'il s'est inscrit au département des Lettres Modernes à l'Ecole Normale Supérieure (ENS) de l'Université d'Etat d'Haïti dont il sort diplômé en 1984 sous la présidence de Jean Claude Duvalier où il obtient son diplôme en 1984. 
En 1993, il s'installe au Québec et obtient une maîtrise en Sciences de l'éducation à l'Université de Montréal. De retour en Haïti, il enseigne le français et la littérature à l'Université Quisquéya de 1994 à 2001. En tant que professeur à l'École Normale Supérieure en Haiti, il a également siégé au Conseil de direction de l'institution de 2007 à 2009. 

### Parcours professionnel
Il a dirigé une chronique culturelle sur Radio Nationale d'Haïti (RNH) pendant quatre ans, de 1986 à 1990. L'année suivante, il rejoint Tropic FM. Entre 1994 et 1998, il est responsable de la section culturelle de la RNH et, de 1998 à 2003, il occupe le poste de directeur de programmation à Radio Solidarité,et a animé dans cette même station de radio et Espace FM,une émission sur la littérature portant le nom de "Lecture et compagnie" entre mars 2013 et novembre 2016.D'ailleurs,on retrouve dans son dernier livre ""la lecture comme l'amour" quelques textes qu'il a écrit pour introduire l'emission chaque dimanche.,sans oublier des citations d'expert(e)s et enseignants(e)s sur l'importance et l'enseignement de la lecture.Il a également travaillé au ministère de la Culture en tant que directeur du développement culturel et responsable national des Centres de lecture et d'animation culturelle (CLAC) avant de devenir directeur général de la RNH en 2004. 
Il a pendant longtemps partagé son savoir-faire dans des écoles publiques tant que privées dans la capitale,on peut citer le Lycée Toussaint Louverture, le Lycée de la Croix-Bouquet comme professeur de littérature.
Depuis 2012, Marc Exavier, en collaboration avec le député Vickens Dérilus, organise chaque année la foire du livre « Verrettes à la découverte du livre » en avril. Professeur à la Faculté des Sciences Humaines (Fasch), il a également fondé l'Atelier du Manège en 2000, un espace destiné à la promotion de la lecture et de l'écriture. Malgré une production littéraire limitée, il considère ses initiatives comme un prolongement de son travail d'enseignant. Animateur de l'émission « Lecture et compagnie » sur Radio Solidarité, Exavier se compare à des écrivains tels que Magloire Saint-Aude et Stéphane Mallarmé, mettant en avant la qualité de ses œuvres plutôt que leur quantité.

### Carrière littéraire
Marc Exavier fait de l'isolement une mode de vie.

### Publications
- Les Sept Couleurs du Sang (1983)
- Le Cœur Inachevé (1991)
- Soleil Caillou Blessé (1993)
- Numéro Effacé (2001)[7]
- Chansons pour Amadouer la Nuit (2006)
- chanson pour amadouer la mort: suivi de, le cœur inachevé[8],
- L'ombre si douces de l'amandier:
- chroniques d'une enfance a Saint-Louis du Nord
- Saint-Louis, sa dernière publication titre la lecture comme l'amour qui, certes n'est pas un roman comme mais un discourt sur les livres et sur la lecture a déclaré l' auteur lors d'une entrevue avec Ayibopost.
- Pays de paile
- Ania reve tounen
- Les aventures de nayou
- Et l'amer pour partage